# Saint Agur

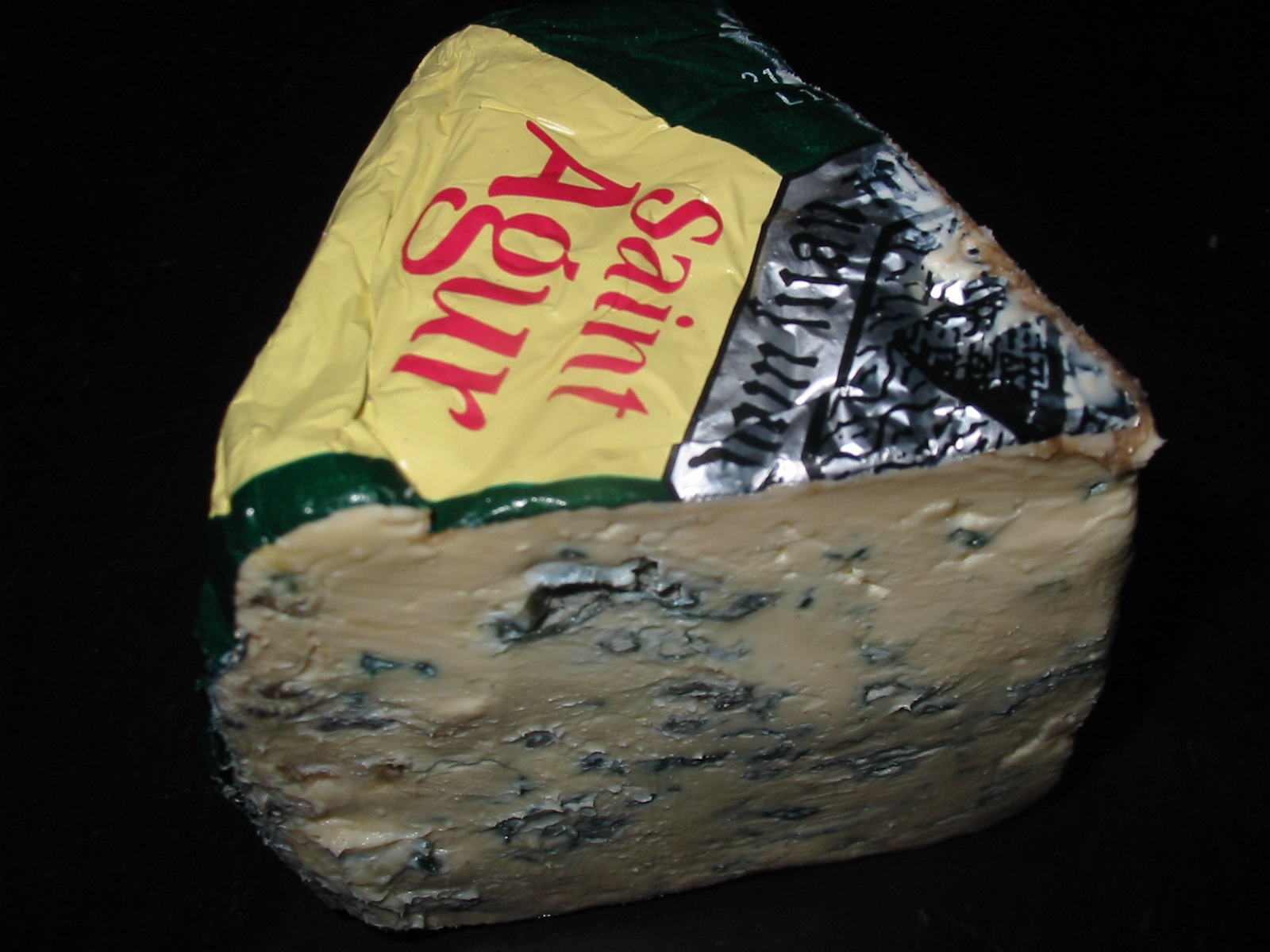
Saint Agur

Saint Agur (auch St. Agur, Aussprache: „Agür“) ist eine Marke für französischen halbfesten Schnittkäse mit blauem Edelschimmel aus Kuhmilch.
Durch den Zusatz von Rahm beträgt der Fettanteil in der Trockenmasse ca. 60 %; Saint Agur zählt damit zu den Käsen der Doppelrahmstufe. 
Bei der Herstellung von Saint Agur wird derselbe Schimmelpilz wie für Roquefort verwendet, Penicillium roqueforti. Die Reifezeit beträgt 2 Monate in Gewölben. Saint Agur wird in industrieller Produktionsweise von der Savencia-Gruppe (ehemals Bongrain) in der Auvergne hergestellt.
Es gibt weder einen Heiligen noch einen Ort mit dem Namen dieser Käsemarke, er wurde von der französischen Firma Bongrain erfunden.